# Gorditus rotundus
Gorditus rotundus är en skalbaggsart som beskrevs av Brett C.Ratcliffe 2010. Gorditus rotundus ingår i släktet Gorditus och familjen Dynastidae. Inga underarter finns listade i Catalogue of Life.